# Axat
Axat – miejscowość i gmina we Francji, w regionie Oksytania, w departamencie Aude. Przez gminę przepływa rzeka Aude. W 2013 roku jej populacja wynosiła 632 mieszkańców. 